# La Terre et le Sang
Pour plus de détails, voir Fiche technique et Distribution.
La Terre et le Sang est un film franco-belge réalisé par Julien Leclercq, sorti en 2020 en vidéo à la demande.

## Synopsis
Saïd, Sarah et Yanis sont assiégés dans leur scierie par le gang  d'Adama venus récupérer de la drogue volée dans les scellés d'une gendarmerie et cachée dans une voiture.

## Fiche technique
Sauf indication contraire, les informations mentionnées dans cette section peuvent être confirmées par la base de données cinématographiques IMDb,  présente dans la section « Liens externes ».
- Titre original : La Terre et le Sang
- Titre international : Earth and Blood
- Réalisation : Julien Leclercq
- Scénario : Jérémie Guez et Julien Leclercq
- Photographie : Brecht Goyvaerts
- Montage : Benjamin Courtines
- Musique : Jean-Jacques Hertz et François Roy
- Production : Julien Madon
- Sociétés de production : Netflix, Labyrinthe Films et Umedia
- Société de distribution : Netflix
- Budget : n/a
- Pays d'origine :  France,  Belgique
- Langue originale : français
- Format : couleur
- Genre : thriller, action
- Durée : 80 minutes
- Date de sortie : 17 avril 2020 sur Netflix

## Distribution
Sauf indication contraire, les informations mentionnées dans cette section peuvent être confirmées par la base de données cinématographiques IMDb,  présente dans la section « Liens externes ».
- Sami Bouajila : Saïd
- Eriq Ebouaney : Adama
- Samy Seghir : Yanis
- Sofia Lesaffre : Sarah
- Redouanne Harjane : Mehdi
- Eric Kabongo : Yao
- Carole Weyers : Catherine Duval
- Éric De Staercke : Lefèvre

## Accueil

### Critique
- En France, le film obtient une note moyenne de 3,3⁄5 sur le site Allociné, qui recense 12 titres de presse[4].
- Le site Bande à part (magazine) souligne l'humilité et l'efficacité de ce film noir : « Devant la caméra du réalisateur de "Braqueurs", Bouajila est en train de se transformer peu à peu en parrain du cinéma policier français, à la manière du Jean Gabin de "Touchez pas au grisbi". Cette mue étonnante est un des vrais atouts de ce polar modeste mais très honnête. »[5].
- Le critique du site Ecran Large n'a pas été totalement conquis : « Jamais désagréable, "La Terre et le Sang" nous laisse malheureusement avec un profond sentiment d'occasion manquée, tant le film peine à tirer le meilleur de ses multiples atouts. »[6].